# Astracantha barba-caprina
Astracantha barba-caprina är en ärtväxtart som först beskrevs av Al.Fed., Fed. och Rza Jakhja Ogly Rzazade, och fick sitt nu gällande namn av Dieter Podlech. Astracantha barba-caprina ingår i släktet Astracantha och familjen ärtväxter. Inga underarter finns listade i Catalogue of Life.